# Janet Suzman
ặ
Janet Suzman (ur. 9 lutego 1939 w Johannesburgu) – południowoafrykańska aktorka filmowa. Na forum międzynarodowym najbardziej znana z nominowanej do Oscara kreacji rosyjskiej cesarzowej Aleksandry w brytyjskim dramacie historycznym Mikołaj i Aleksandra (1971) w reżyserii Franklina J. Schaffnera.